# Tir amb arc als Jocs Olímpics d'estiu de 2008
La competició de tir amb arc dels Jocs Olímpics d'Estiu 2008 es disputà a l'Olympic Green Archery Field, una avinguda temporal a l'Olympic Green, a l'Olympic Park de Pequín. Començà el dia 9 d'agost i finalitzà el dia 15 d'agost.

## Format de la competició
Les dues categories d'homes i dones tenien la mateixa mida dels objectius (1.22 m) i estaven situats a la mateixa distància (70 m). La puntuació es determinà segons la distància del centre de la diana a què quedés la fletxa, aconseguint la puntuació màxima de 10 punts en el centre de la diana i la puntuació mínima de 0 punts si s'errà el tir.

### Individual
64 arquers competiren en les dues categories d'homes i dones. Una ronda preliminar on cada arquer disparà 72 fletxes (sis rondes de 12 fletxes cadascuna) determinà els finalistes. La ronda final es decidí en enfrontaments directes.
En aquesta ronda final, en les tres primeres rondes els arquers dispararen 18 fletxes en rondes de 3, i l'arquer que tingué la millor puntuació combinada passava a la següent ronda. En les últimes tres rondes (quarts de final, semifinals i els partits per medalla), els arquers dispararen 12 fletxes en rondes de 3.

### Equips
Tots els països que tinguessin 3 arquers en la competició individual podien participar en la competició per equips. La puntuació del rànquing individual s'utilitzà per marcar els classificats per a la ronda final. Els partits consistiren en cada equip disparant 27 fletxes en tres rondes de 9 fletxes, i on cada membre de l'equip dispararà 3 fletxes.

## Calendari
Tots els horaris són considerats en hora local de Pequín.

### Dissabte, 9 d'agost, 2008
| Hora          | Prova            | Ronda                  |
| ------------- | ---------------- | ---------------------- |
| 12:00 - 14:00 | Dones Individual | Ronda de classificació |
| 12:00 - 14:00 | Dones per equips | Ronda de classificació |
| 15:00 - 17:00 | Homes Individual | Ronda de classificació |
| 15:00 - 17:00 | Homes per equips | Ronda de classificació |

### Diumenge, 10 d'agost, 2008
| Hora Local    | Prova            | Ronda             |
| ------------- | ---------------- | ----------------- |
| 10:00 - 13:30 | Dones per equips | 1/8 de final      |
| 10:00 - 13:30 | Dones per equips | Quarts de final   |
| 16:00 - 18:20 | Dones per equips | Semifinals        |
| 16:00 - 18:20 | Dones per equips | Medalla de Bronze |
| 16:00 - 18:20 | Dones per equips | Medalla d'Or      |

### Dilluns, 11 d'agost, 2008
| Hora Local    | Prova            | Ronda             |
| ------------- | ---------------- | ----------------- |
| 10:00 - 13:30 | Homes per equips | 1/8 de final      |
| 10:00 - 13:30 | Homes per equips | Quarts de final   |
| 16:00 - 18:20 | Homes per equips | Semifinals        |
| 16:00 - 18:20 | Homes per equips | Medalla de Bronze |
| 16:00 - 18:20 | Homes per equips | Medalla d'Or      |

### Dimarts, 12 d'agost, 2008
| Hora Local    | Prova            | Ronda                        |
| ------------- | ---------------- | ---------------------------- |
| 10:00 - 13:10 | Dones Individual | Eliminatòries de 1/32 i 1/16 |
| 10:00 - 13:10 | Homes Individual | Eliminatòries de 1/32 i 1/16 |
| 15:30 - 18:40 | Dones Individual | Eliminatòries de 1/32 i 1/16 |
| 15:30 - 18:40 | Homes Individual | Eliminatòries de 1/32 i 1/16 |

### Dijous, 14 d'agost, 2008
| Hora Local    | Prova            | Ronda             |
| ------------- | ---------------- | ----------------- |
| 10:30 - 12:30 | Dones Individual | 1/8 de final      |
| 16:00 - 18:45 | Dones Individual | Quarts de final   |
| 16:00 - 18:45 | Dones Individual | Semifinals        |
| 16:00 - 18:45 | Dones Individual | Medalla de Bronze |
| 16:00 - 18:45 | Dones Individual | Medalla d'Or      |

### Divendres, 15 d'agost, 2008
| Hora Local    | Prova            | Ronda             |
| ------------- | ---------------- | ----------------- |
| 10:30 - 12:30 | Homes Individual | 1/8 de final      |
| 16:00 - 18:45 | Homes Individual | Quarts de final   |
| 16:00 - 18:45 | Homes Individual | Semifinals        |
| 16:00 - 18:45 | Homes Individual | Medalla de Bronze |
| 16:00 - 18:45 | Homes Individual | Medalla d'Or      |

## Resultats

### Homes
| Event      | Or                                                            | Plata                                                   | Bronze                                                 |
| Individual | Viktor Ruban · Ucraïna                                        | Park Kyung-Mo · Corea del Sud                           | Bair Badenov · Rússia                                  |
| Equip      | Corea del Sud · Im Dong-Hyun · Lee Chang-Hwan · Park Kyung-Mo | Itàlia · Mauro Nespoli · Marco Galiazzo · Ilario di Buò | R.P. de la Xina · Jiang Lin · Li Wenquan · Xue Haifeng |

### Dones
| Event      | Or                                                          | Plata                                                  | Bronze                                                       |
| Individual | Zhang Juanjuan · R.P. de la Xina                            | Park Sung-Hyun · Corea del Sud                         | Yun Ok-Hee · Corea del Sud                                   |
| Equip      | Corea del Sud · Park Sung-Hyun · Yun Ok-Hee · Joo Hyun-Jung | R.P. de la Xina · Zhang Juanjuan · Chen Ling · Guo Dan | França · Virginie Arnold · Sophie Dodemont · Bérangère Schuh |

## Medaller
| Pos.  | País            | Or | Plata | Bronze | Total |
| 1     | Corea del Sud   | 2  | 2     | 1      | 5     |
| 2     | R.P. de la Xina | 1  | 1     | 1      | 3     |
| 3     | Ucraïna         | 1  | 0     | 0      | 1     |
| 4     | Itàlia          | 0  | 1     | 0      | 1     |
| 5     | França          | 0  | 0     | 1      | 1     |
| 5     | Rússia          | 0  | 0     | 1      | 1     |
| Total | Total           | 4  | 4     | 4      | 12    |